# Euprotomicroides zantedeschia
Euprotomicroides zantedeschia es una especie poco conocida de escualiforme de la familia Dalatiidae, y el único miembro de su género. Se conoce su existencia a partir de únicamente dos especímenes recolectados en las aguas profundas del océano Atlántico. Es un tiburón pequeño con un cuerpo comprimido por los lados y un hocico bulboso, y cuenta con adaptaciones inusuales que sugieren un estilo de vida especializado: sus aletas pectorales son como remos y pueden usarse como propulsores, a diferencia de otros tiburones, y cuenta con una glándula en su abdomen que emite nubes de fluido azul luminiscente. Probablemente es ovovivíparo y un buen depredador debido a su tamaño. La Unión Internacional para la Conservación de la Naturaleza (UICN) todavía no cuenta con información suficiente para determinar su estado de conservación.